# Fonyódi Tibor
Fonyódi Tibor, írói álnéven Harrison Fawcett (Budapest, 1965. június 2. –), magyar regény- és forgatókönyvíró.

## Élete
10 éves korától (1975) hobbiszerűen ír. Eleinte saját és szűkebb környezete szórakoztatására alkotott, kibontakozó tehetségét különböző irodalmi pályázatokon és iskolai vetélkedőkön kamatoztatta. 13 éves korában (1978) egy véletlen folytán a kezébe került Percy H. Fawcett A Mato Grosso titka című útleírása. A könyv olyan nagy hatást gyakorolt rá, hogy elhatározta, ha író lesz, Harrison Fawcett álnéven fog publikálni.
Sorkatonai szolgálata alatt olyan paranormális jelenségekkel szembesült, amelyek az elkövetkező évek során markánsan meghatározták világnézetét, gondolkodásmódját. Intellektuális érdeklődés vezette a Pázmány Péter Római Katolikus Akadémiára, ahol 1989-1991 között levelező tagozaton teológiai tanulmányokat végzett.
Első publikációi 1992-ben jelentek meg a Harmadik Szem Magazinban a kultúrtörténet és okkult tudományok témakörében. 1992 végén a különféle jegyzeteiből és publikálatlan cikkekből összeállított egy tanulmánykötetet Circulus Vitiosus (Ördögi kör) címmel. A több száz oldalas kézirat kiadatlan maradt, ebben az is közrejátszik, hogy 1993-ban végérvényesen hátat fordított az okkult tudományoknak, állítása szerint „kigondolkodta magát a témából”.
1993-tól alapozta meg későbbi nagy sikerű regényeinek történetét: szinopszisokat és több ezer oldalnyi jegyzetet készített. 1997-ben egy science-fiction találkozón, az évente megrendezésre kerülő Hungaroconon találkozik Nemes Istvánnal, a debreceni Cherubion kiadó tulajdonosával, akinek átadta az első Katedrális-könyvének szinopszisát. A szinopszis elnyerte a kiadó tetszését, ezzel lehetőség nyílt az első irodalmi publikációra.
1998-ban Harrison Fawcett néven publikálta a Hogyan legyünk Sherlock Holmes című novelláját a Cherubionnál. A novella a Brett Shaw-sorozat első darabja, amit 2003-ig bezárólag még hét Shaw-történet követett, melyek közül az első négy írást – a nagy sikerre való tekintettel – a Cherubion 2003-ban újra megjelentette egy antológiában Best of Brett Shaw címmel.
1998 tavaszán jelent meg első önálló kötete, A Katedrális harcosai. Az ókori Rómában játszódó, misztikus science-fiction folytatásáért (A Katedrális legendája) 2000-ben Zsoldos Péter-díjjal jutalmazták az év legjobb SF regénye kategóriában.
2000-ben a Brett Shaw és a Katedrális fémjelezte világát egyesítette Szélesi Sándor (Anthony Sheenard) space-fantasy sorozatával; ekkor született meg a Mysterious Universe sorozat.
2000-ben a millennium tiszteletére írott A korona hatalma című regényével lezárta SF írói pályafutását, érdeklődése regényíróként a történelmi témák felé fordult. Másfél éves kutatómunka után 2002-ben kezdte publikálni a Hadak útja című történelmi kalandregény-sorozatot, amelynek első kötete, a Hun Birodalom korában játszódó Isten ostorai 2005-ben francia nyelven is megjelenik Le Chamane d’Attila címmel a párizsi Pygmalion kiadó gondozásában.
Forgatókönyvírói pályafutása 2000-ben indult. Számtalan filmszinopszis és filmnovella alkotója. A Metamorphosis című amerikai horrorfilm egyik forgatókönyvírója. Több forgatókönyve megfilmesítés előtt áll.
2005 nyarán Szörényi Levente felkérésére elkészítette az Árpád népe című misztikus opera alapdrámáját Keleten kél a nap címmel. Az opera ősbemutatójára 2006. március 28-án került sor a Papp László Budapest Sportarénában.
2010-től kezdve könyvei elektronikus formában is kiadásra kerülnek az SFportal E-Book gondozásában.
Felesége: Fonyódi Szilvia. 2005-től családjával Veresegyházon él.

## Művei
- Hogyan legyünk Sherlock Holmes? (elbeszélés, in: A Galaxis császára antológia, Cherubion, 1998, 2002, Tuan, 2009)
- A Katedrális harcosai (regény, Cherubion, 1998, 2007)
- Ópiumkeringő (regény, in: Ópiumkeringő antológia, Cherubion, 1998, 2002)
- Megátkozott, bolond világ (elbeszélés, in: Csillagrobbanás antológia, Cherubion, 1998, 2002, Tuan, 2009)
- A Katedrális legendája (regény, Cherubion, 1999, 2007 – Zsoldos Péter díj)
- Szűz infrafényben (elbeszélés, in: Tűzözön antológia, 1999, 2002)
- Feketecsuklyások (regény, in: Feketecsuklyások antológia, Cherubion, 2009, Inomi, 2004)
- Aranypiramis (regény, in: Aranypiramis antológia, Cherubion, 2000)
- A korona hatalma (regény, Cherubion, 2000, Tuan, 2009)
- Best of Brett Shaw (önálló antológia, Cherubion, 2002)
- Az idő szorításában (novella, in: Átjáró 3, 2002)
- Jó nap ez a halálra (regény, Inomi, 2003)
- Záróvizsga (elbeszélés, in: Birodalmi osztag antológia, Inomi, 2004)
- 129 (elbeszélés, in: Az evolvens kalózai antológia, Graal, 2005)
- Katedrális (regény, összevont kiadás, Cherubion, 2007)
- Harrison Fawcett: Hosszú út a trónig, bébi; Tuan, Bp., 2016 (Mysterious universe)

### Hadak Útja regények
- Isten ostorai (Kalandor, 2002)
- A háború művészete (Kalandor, 2002)
- Ármány éneke (Kalandor, 2003)
- A horka (Kalandor, 2005)
- Förgeteg (Kalandor, 2006)
- Naptól vagyok, holdtól vagyok (Gold Book, 2011)[1]

### Forgatókönyvek
- Árpád népe (2006)
- Metamorfózis (2006)
- Géniusz, az alkimista (2010)
- Tűzvonalban (2007-2010, 69 epizód)
- Pillangók (2010)
- Sweet Sixteen, a hazudós (2010)
- Utolsó rapszódia (2011)
- Hacktion (2011–2012, 30 epizód)
- Végzős kezdők (2014)